# Dendrologická zahrada Průhonice

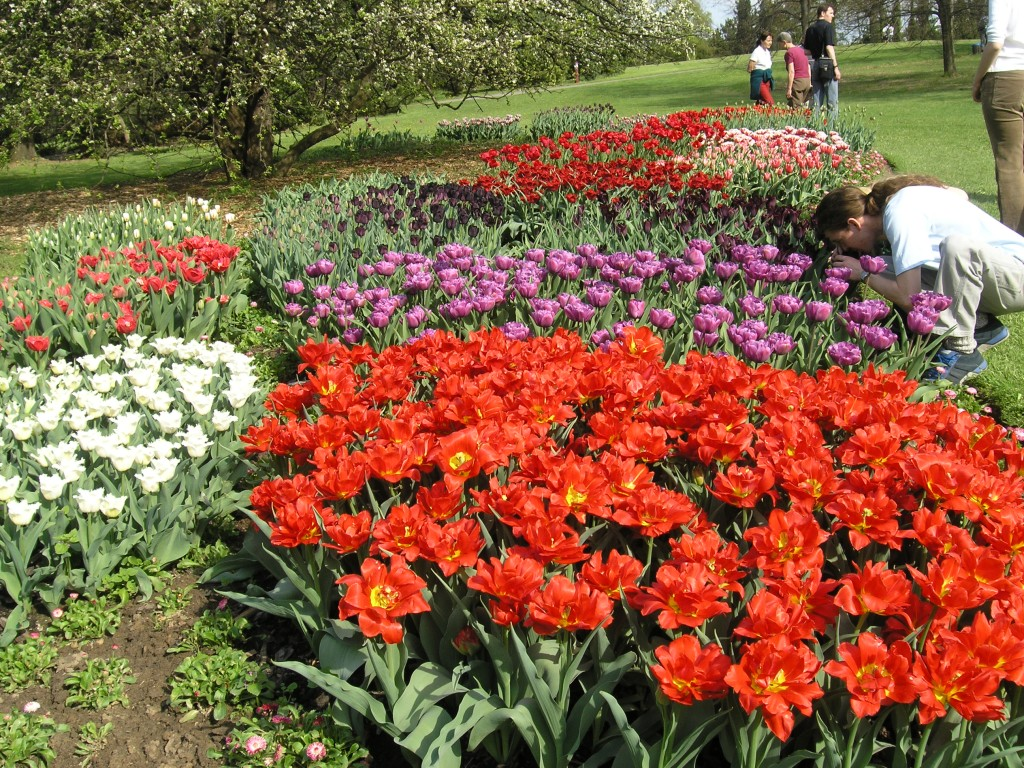
Jarní výstavy tulipánů v Dendrologické zahradě

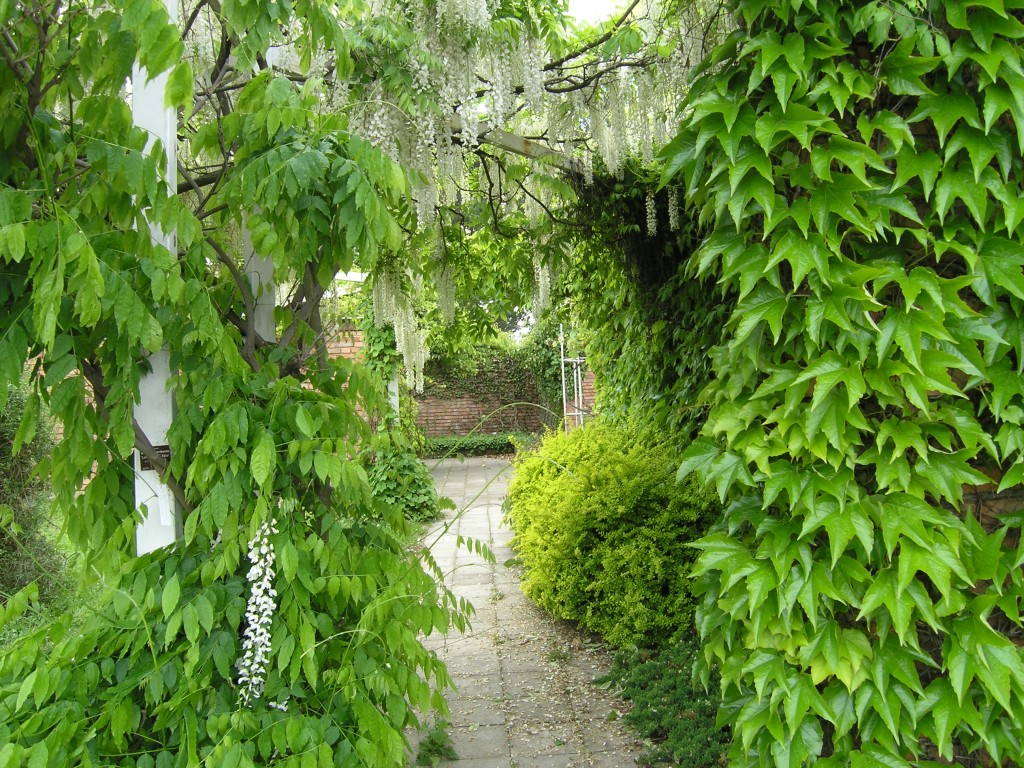
Oddělení popínavých rostlin

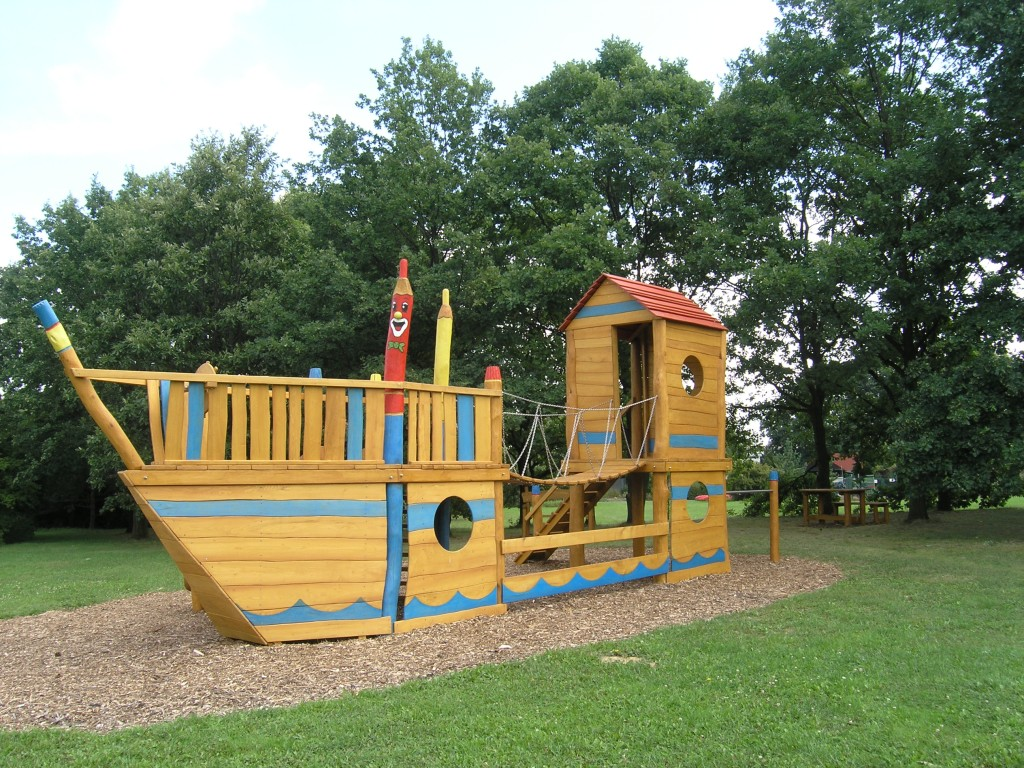
Pirátská loď Pinta pro nejmenší návštěvníky

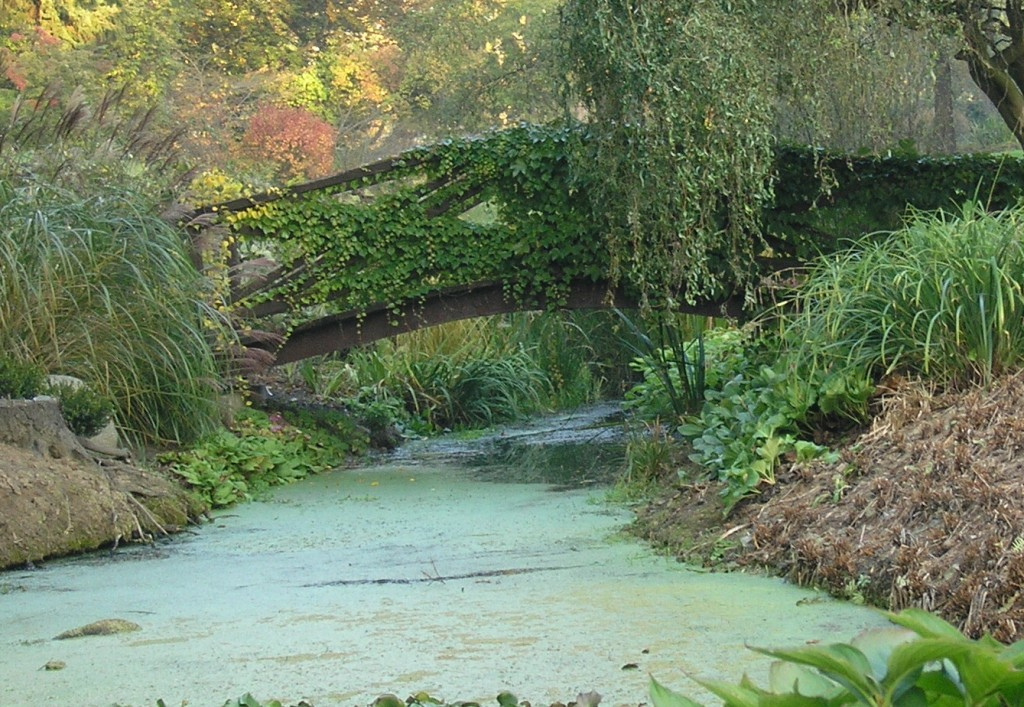
Barvy podzimu v údolíčku

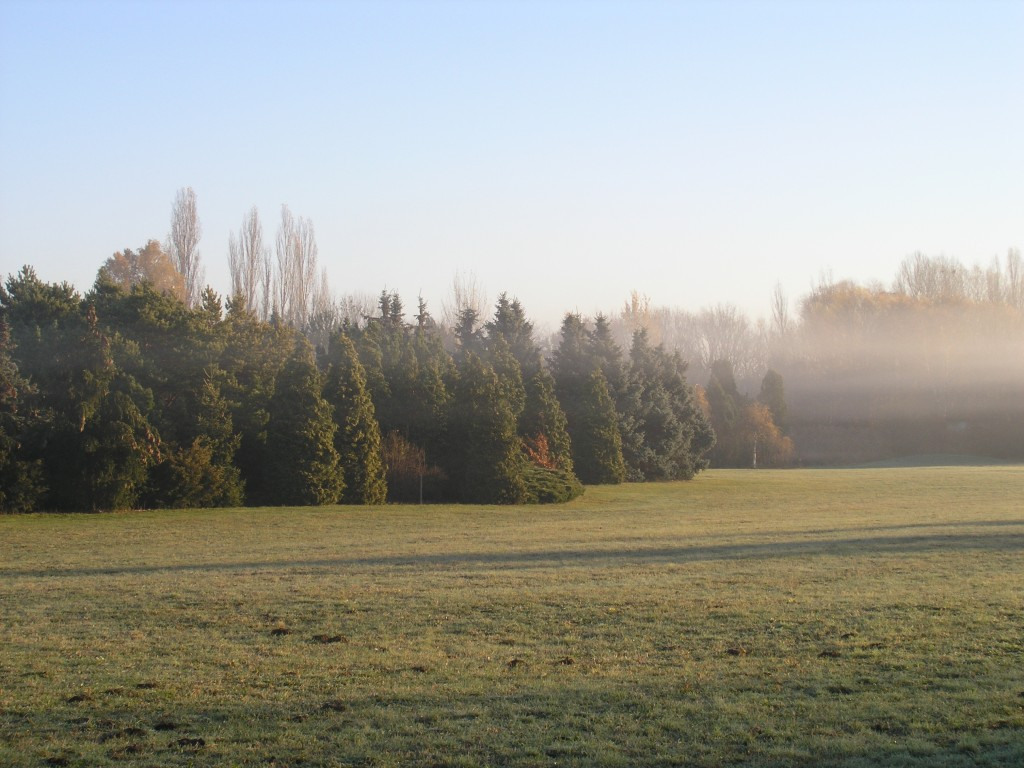
Podzimní ráno na Barevné louce

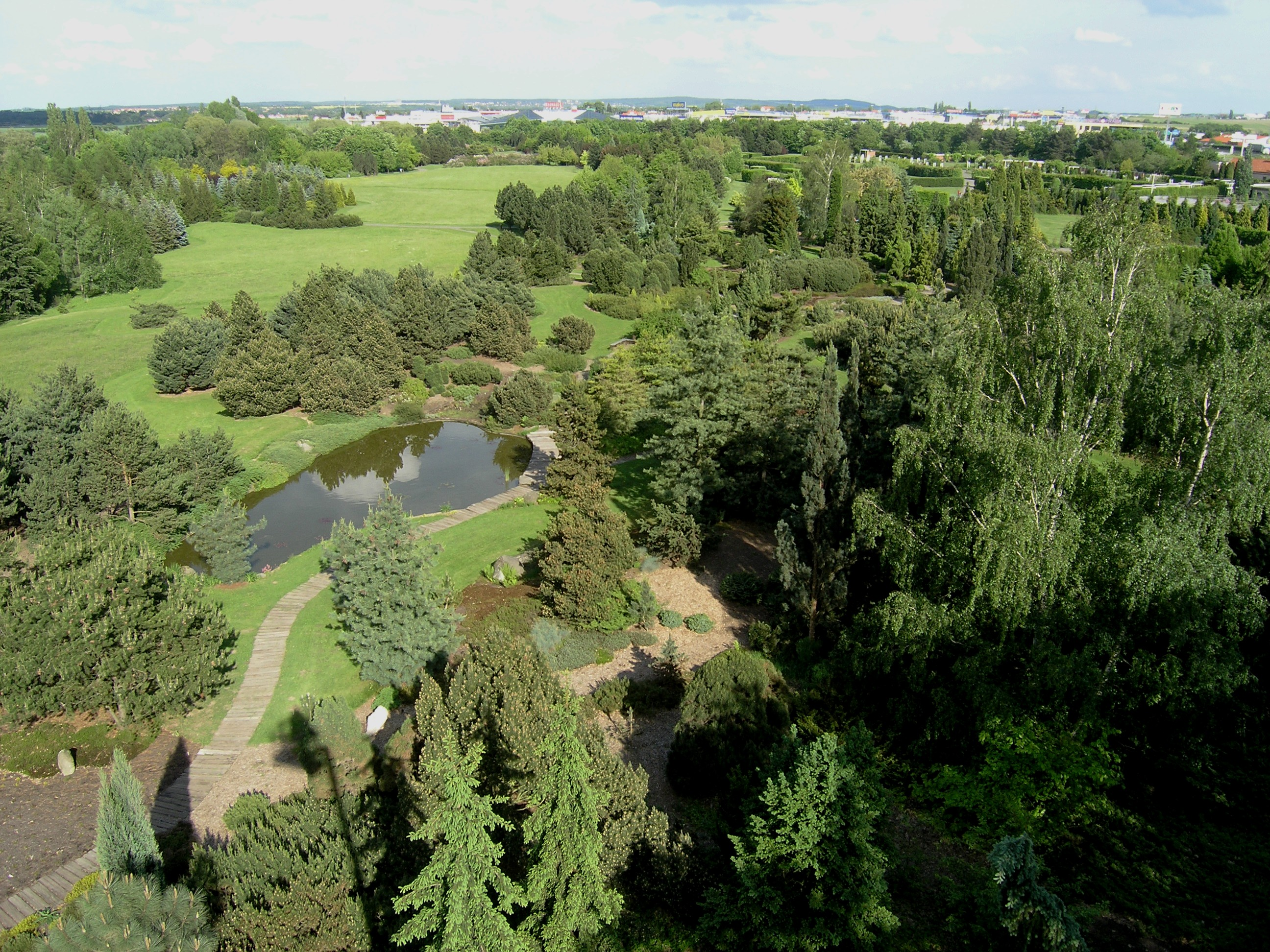
Pohled od remízku

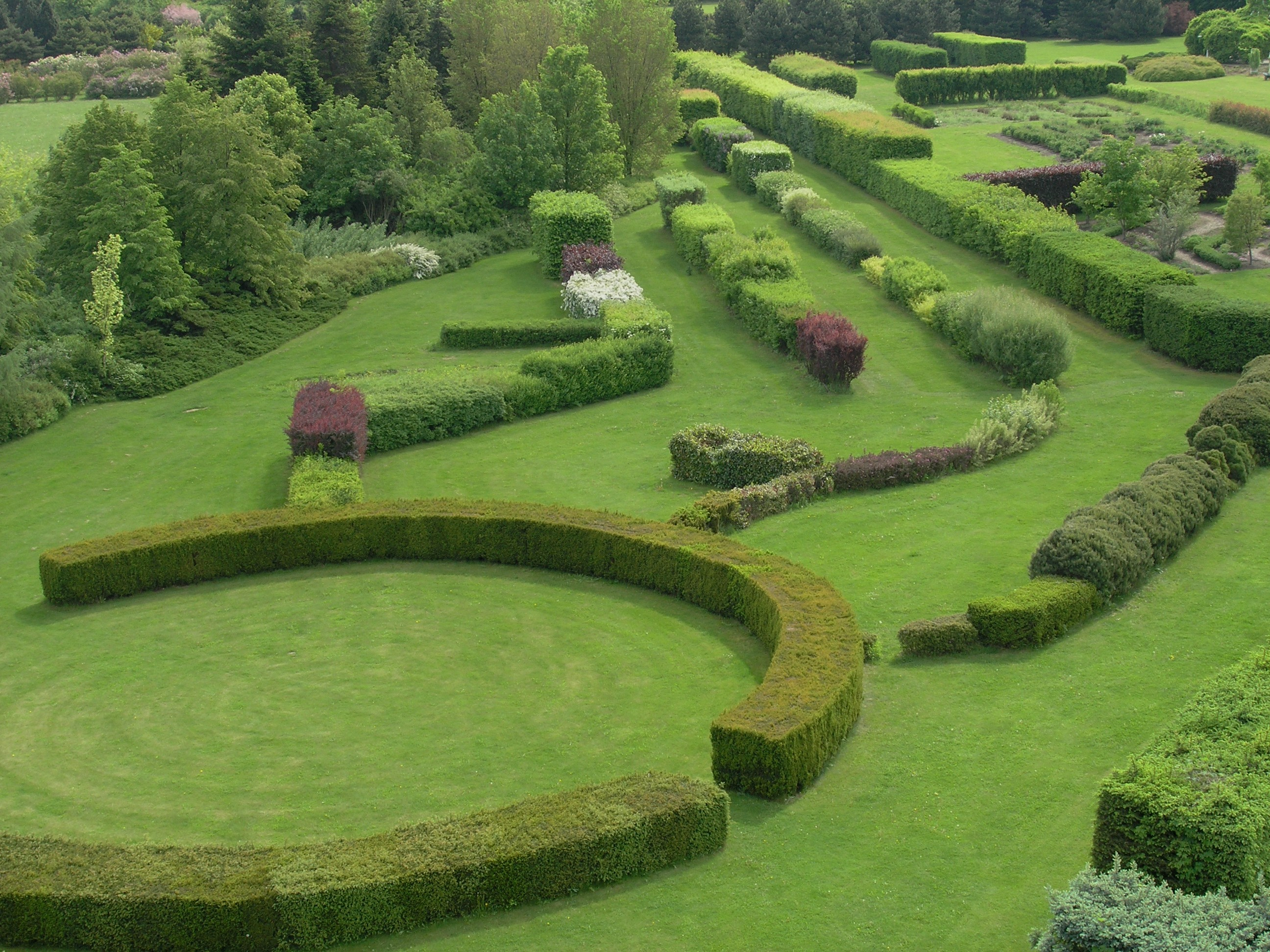
Živé ploty

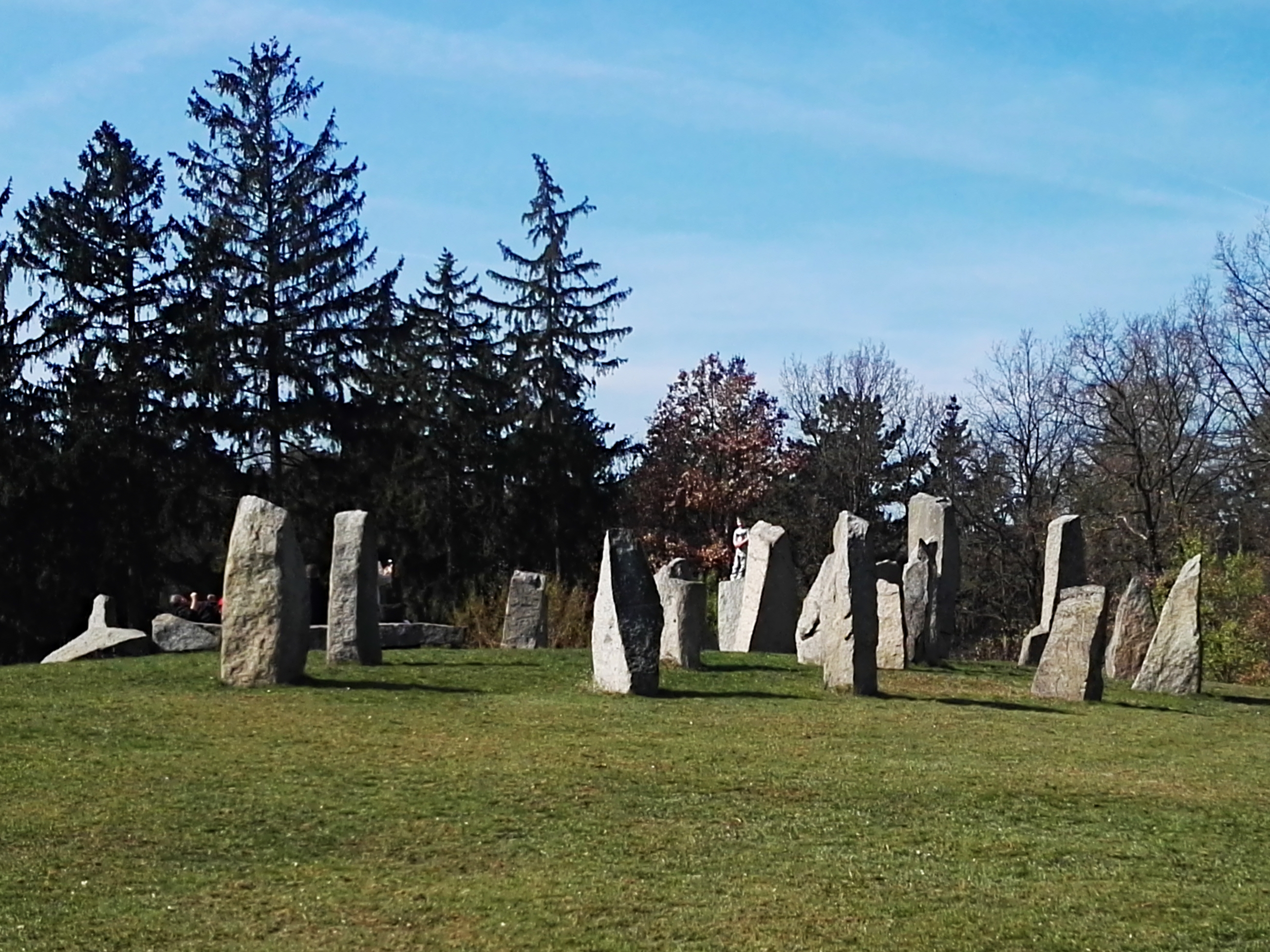
Kameny u Rizovky

Dendrologická zahrada Průhonice je arboretum a botanická zahrada na území Průhonic v okrese Praha-západ a Křeslic v Praze. Má zde sídlo a působiště Výzkumný ústav pro krajinu, v. v. i., který je správcem a provozovatelem zahrady. Osou zahrady je údolí Černého potoka s vodní kaskádou začínající Černým rybníkem, které spolu se severní, křeslickou částí zahrady je zahrnuto do přírodního parku Botič - Milíčov.
Dendrologická zahrada patří vedle Průhonického  parku a zámku s románským kostelem (původně kaplí) Narození Panny Marie k nejnavštěvovanějším místům v Průhonicích. Zatímco zámecký park se rozkládá jižně od Průhonic, dendrologická zahrada o rozloze asi 80 hektarů leží severně od nich a od dálnice D1, východně od Újezda.

## Historie
V Průhonicích zahájila roku 1922 činnost Československá dendrologická společnost, která navázala na předchozí Dendrologickou společnost z Vídně. Pro výzkum a nové sbírky byla založena Spolková zahrada na pozemcích zámeckého parku, které poskytl hrabě Arnošt Silva Tarouca. Všechny pozemky společně se zámkem a parkem roku 1927 hrabě prodal státu.
Po roce 1930 byla Spolková zahrada přemístěna na severní okraj Průhonic mezi údolí Botiče a Černý rybník. Tato původní část se nazývá Štípenka. Dendrologická společnost ukončila činnost v roce 1954 a Spolková zahrada přešla do správy Výzkumného ústavu okrasného zahradnictví v Průhonicích (VÚOZ, nynější VÚKOZ), který již spravoval dřívější majetek hraběte Taroucy.
Začátkem 70. let byly pozemky odděleny od jádra Průhonic výstavbou dálnice D1 z Prahy do Mirošovic. Od roku 1974 bylo budováno Základní dendrologické a sadovnické pracoviště VÚOZ, pro které se vžil název Dendrologická zahrada. Nejprve práce probíhaly pouze v průhonické části zahrady, od roku 1983 jsou postupně více využívány pozemky v křeslické části (Rizovka).
Od roku 1990 je zahrada zpřístupněná veřejnosti a v roce 1992 byla zaregistrována jako významný krajinný prvek.

## Popis a činnost
Hlavní vstup pro veřejnost se nachází u jihovýchodního rohu zahrady u trojmezí Průhonic, Křeslic a Čestlic, u silnice na Uhříněves nedaleko čestlického akvaparku; nejbližší autobusová zastávka „Čestlice, V Oblouku“ je vzdálena asi 350 metrů. U vchodu je dětské hřiště a sezónní prodejna rostlin.
Zahrada je stále zaměřena na původní účel. Větší část zahrady má podobu zahradních a parkových úprav, proto je zahrada oblíbená nejen pro poučení, ale i k rekreaci. Zahrada plní funkci arboreta, botanické zahrady, ale i parku.
V Dendrologické zahradě je soustředěna sbírka dřevin se zaměřením na studium dřevin a na studium a prezentaci jejich použití v zahradách a parcích. Sbírka dřevin je obnovována a doplňována. Jsou budovány nové expozice, nebo jsou někde obnovovány podle měnících se podmínek a požadavků. Jsou zakládány další skupiny trvalek, které dnes tvoří neodmyslitelnou součást zahrady a velkým dílem přispívají k poučení i atraktivitě. Původní i nové kompozice stále slouží i k hodnocení nebo výzkumu. Odborníci a široká veřejnost zde nacházejí podněty pro parky i zahrádky. 
V jarních měsících je velkým lákadlem již pravidelná výstava tulipánů a ohromné množství cibulovin. V létě probíhají výstavy jiřinek a dalších letniček. Pro rekreaci jsou pravidelně sekány trávníky. Obecní úřad Průhonice provádí v kvetoucí zahradě svatební obřady. Je zde také jedna otevřená kavárnička. 
Jednou z nejnovějších činností je environmentální vzdělávací program pro školy a také pro rodiny s dětmi. Informační systém poskytuje základní informace, také rostliny jsou – i když kvůli stále probíhajícím změnám ne zcela důsledně – označeny českými a latinskými názvy.